# Duranville
Duranville är en kommun i departementet Eure i regionen Normandie i norra Frankrike. Kommunen ligger i kantonen Thiberville som tillhör arrondissementet Bernay. År 2022 hade Duranville 144 invånare.

## Befolkningsutveckling
Antalet invånare i kommunen Duranville
Referens:INSEE